# Pseudoanthomastus pacificus
Pseudoanthomastus pacificus is een zachte koraalsoort uit de familie Alcyoniidae. De koraalsoort komt uit het geslacht Pseudoanthomastus. Pseudoanthomastus pacificus werd in 1981 voor het eerst wetenschappelijk beschreven door Pasternak. 